# Clew Bay

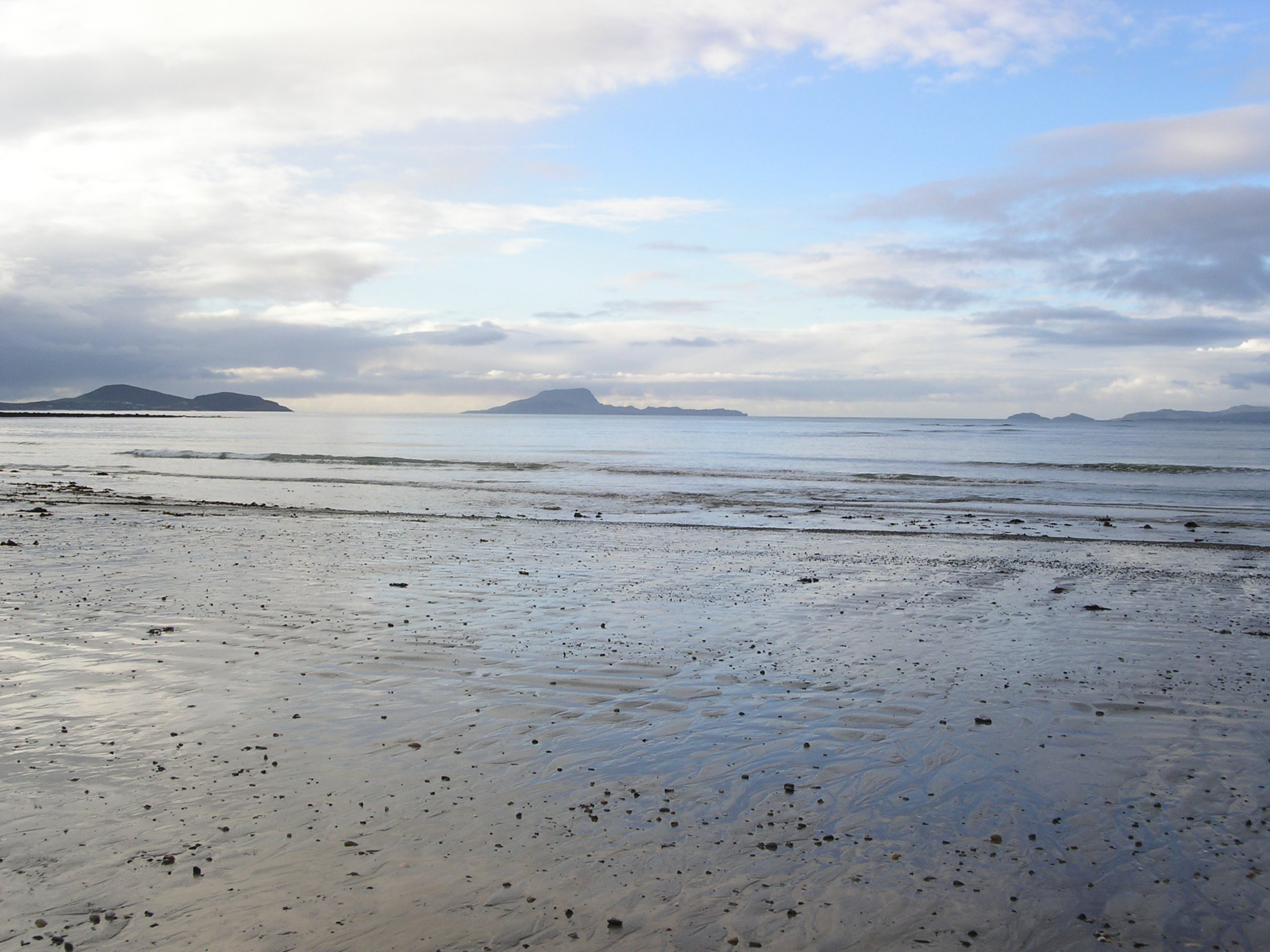
Clew Bay, avec vue sur Clare Island.

Clew Bay (irlandais: Cuan Mó) dans le comté de Mayo, est une baie océanique naturelle. Elle contient le meilleur exemple en Irlande de drumlins submergés. Selon la tradition, il y a une île dans la baie pour chaque jour de l'année. La baie est surplombée par Croagh Patrick, la montagne sainte d'Irlande et les montagnes du nord de Mayo. Clare Island garde l'entrée de la baie. La baie était la possession de la famille O'Malley pendant le Moyen Âge et est associée particulièrement à Grace O'Malley. Depuis 2002, il y a eu controverse au sujet de pisciculture dans la baie.